# 수도권 네트워크
수도권 네트워크(首都圏ネットワーク)은 매주 월요일~ 금요일 오후 6시 10분 ~ 7시까지 방영되고 있는 NHK 종합 텔레비전의 프로그램으로 도쿄도를 비롯한 간토지방의 소식을 전해주는 프로그램이다.